# Metrobús (La Habana)
El Metrobús de La Habana o tren-bús, popularmente llamados camellos o camello cubano, fue un sistema de transporte creado en Cuba en el llamado Período especial tras el colapso de la Unión Soviética, la pérdida de los principales socios comerciales y la disolución del CAME, debido a la escasez del combustible.
El Metrobús o camello consistía en dos autobuses de la época soviética unidos entre sí, sobre un tráiler de camión de 18 ruedas con capacidad para transportar hasta 300 personas.

## Historia
A finales de los años 60 el parque vehicular de La Habana disminuyó un 50% debido al inicio del prolongado problema de transporte. Antes de los años 60 las rutas realizaban un promedio de 10 000 viajes diarios. Como los camiones soviéticos GAZ- 51 no fue una solución al problema de transporte, fueron incorporadas a la red de transporte algunos autobuses provenientes de Checoslovaquia y Hungría, aunque no resolvieron el problema y fueron de muy mala calidad. En los años 80 apareció el llamado Girón XX ensamblados con motores japoneses Hino sobre carrocerías cubanas.
La crisis de la red de transporte en toda la isla comenzó a ser más desastrosa cuando comenzaron a ser descartados los 2500 ómnibus que existían en La Habana procedentes de la Unión Soviética o de Europa del Este. Además, el período especial comenzó con severas restricciones en los hidrocarburos que Cuba obtenía de sus relaciones económicas con la Unión Soviética, porque lo que esto produjo una disminución en el uso del automóvil. En ese momento surgieron diversos tipos de transporte en La Habana como los bicitaxis. 

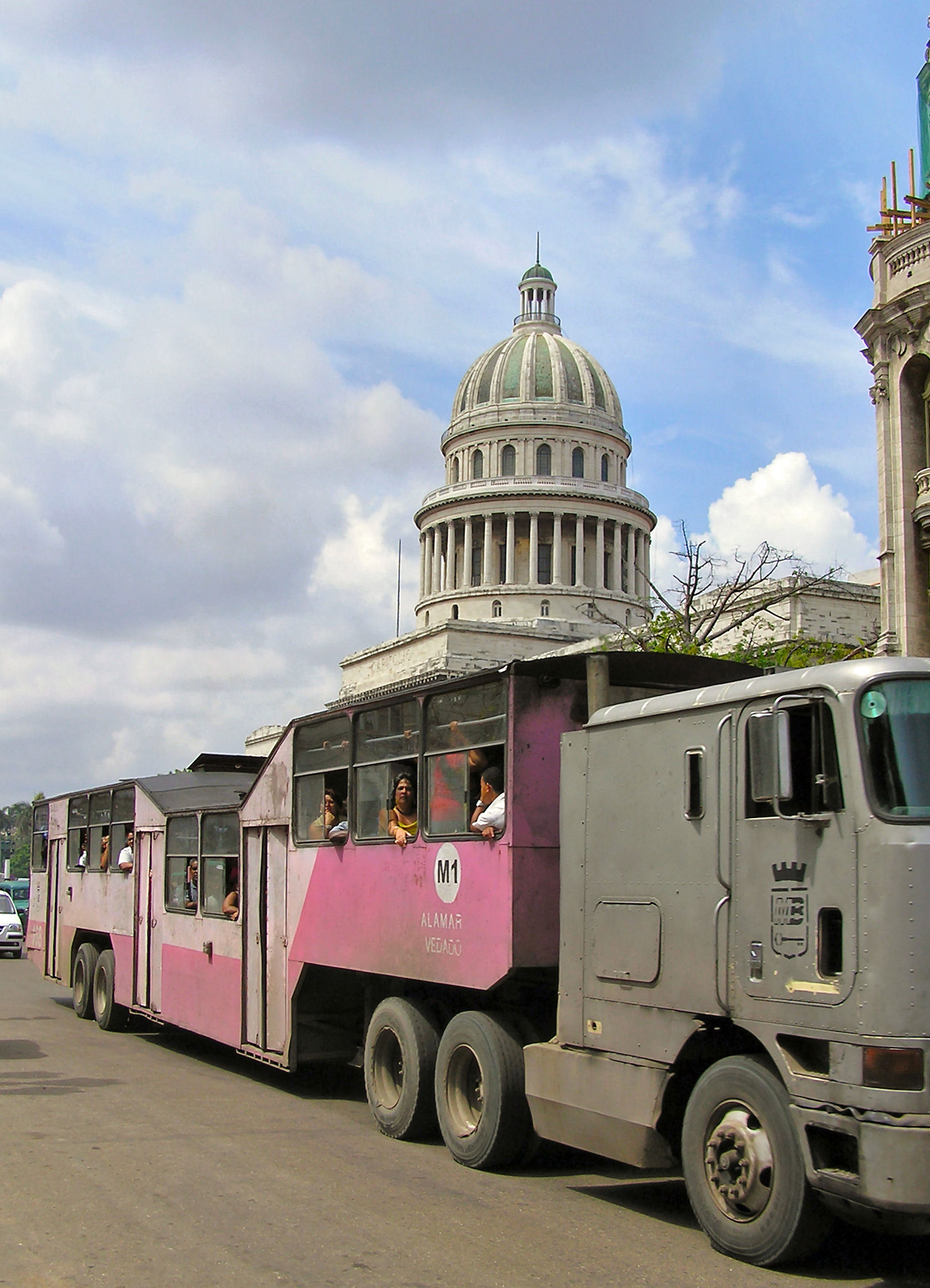
Un Camello Cerca de El Capitolio

Ante la imposibilidad de construir un tren subterráneo, la opción que se adoptó fue un ómnibus con espacio para al menos 100 o 150 pasajeros.  Las variantes fueron: una primera de tres ómnibus Girón VI en serie, luego un Ikarus 260 húngaro y un Girón VI y finalmente una cuña tractora con remolque carrozado como un ómnibus. La opción del remolque fue la solución para hacer frente a la crisis de transporte en La Habana, diseñado para enfrentar las duras condiciones viales, de tráfico y de congestión de pasajeros. Para la opción del remolque, los camiones fueron entregados al ministerio de transporte debido a su capacidad de peso y resistir las condiciones atmosféricas. 
Para 1994 el camello ya estaba en circulación en las calles de La Habana, los cuales funcionaban con gas, lo que era más económico. El diseño estaba dado por la necesidad de acomodar el remolque de forma que pudiera contar con varias puertas de acceso en sus diferentes niveles, acoplado con la quinta rueda de la cuña tractora, el cual sería llamado con el tiempo "el balcón" o "barbacoa" del Metrobús. El nombre de “camello” le fue dado por las elevaciones del techo debido al diseño, nombre que fue usado luego como logotipo.
En sus inicios 182 “camellos” cubrían los recorridos con siete rutas: desde el M1 hasta el M7 cada una con un color diferente (rosado, azul, amarillo, verde, anaranjado, carmelita y rojo). También se contaba con algunas unidades de color gris con franjas de colores que servían de refuerzo para las líneas que se encontraban más carentes de ómnibus o con más afluencia de personas. Debido al Embargo estadounidense a Cuba, la afluencia disminuyó gradualmente con el paso del tiempo. La calidad del servicio de los camellos disminuyó progresivamente por el desgaste de los equipos debido al uso intenso a que fueron sometidos, así como por la falta de piezas de repuesto. 
En el año 2000  se pudo renovar el sistema de transporte público de La Habana con la llegada de 12 autobuses Yutong de fabricación china en el año 2005. Los camellos fueron sustituidos en 2008.

## Situación de los camellos
Los  “camellos” solo poseían 58 asientos de plásticos. El resto de los pasajeros debía permanecer de pie. Al caótico transporte público se unía las largas filas en las paradas para abordar los “camellos”.
La carencía de amortiguadores hacía que los viajes en los camellos fueran caóticos e insoportables. La falta de piezas intercambiables, el alto costo de mantenimiento, hizo que la calidad de los camellos colapsara en los años posteriores a 1994.

## Actualidad
Con el proyecto gubernamental de reordenamiento del transporte urbano incluyó la adquisición de 600 ómnibus Yutong articulados (de dos cuerpos unidos por un sistema flexible) comenzó con la sustitución de los camellos. Los camellos fueron trasladados hacia las provincias que presentan más problemas en el transporte.
En febrero de 2023 surgió un rumor que asegura que los camellos volverán a circular debido a la crisis de transporte que enfrenta La Habana.

## Legado
El Metrobús o “camello” se convirtió en un símbolo del llamado Período especial en La Habana y de las duras condiciones que Cuba debía de enfrentar del Embargo estadounidense. El último camello que recorrió La Habana fue el domingo 19 de abril de 2008. En el cartel de entrada del municipio de Cotorro existe un mural del “camello”.

## Líneas
- M1 (Rosado)	   Alamar, Habana del Este, Vedado, Plaza de la Revolución
- M2  (Azul)	   Santiago de las Vegas, Boyeros,	Parque de la Fraternidad, Centro Habana.
- M3  (Amarillo)    Alamar, Habana del Este,Ciudad Deportiva, Cerro.
- M4  (Verde)	   San Agustín, La Lisa,	Parque de la Fraternidad, Centro Habana
- M5  (Anaranjado)  San Agustín, La Lisa, Hospital Hermanos Ameijeiras, Centro Habana.
- M6  (Carmelita)   Reparto Eléctrico, Arroyo Naranjo,	Vedado, Plaza de la Revolución.
- M7  (Rojo)	   Alberro, Cotorro